# Пеонаж
Пеона́ж (исп. peonaje, фр. péonage, от исп. peón — зависимый крестьянин, батрак, пеон, букв. «пеший», «не имеющий лошади») — форма эксплуатации непосредственных производителей (преимущественно крестьян), основанная на превращении их в наследственных должников — пеонов, находящихся в кабальной зависимости от помещика или предпринимателя. Была особенно распространена в Латинской Америке.

## История
В Америку пеонаж пришёл вместе с испанскими завоевателями в XV веке, устоялся во 2-й половине XVI, широкое распространение получил в XVII и особенно в XVIII веках. В Новой Франции подобного рода система была узаконена в Квебеке и получила название сеньории Новой Франции. В Испанской Америке поначалу пеонаж преимущественно затрагивал покорённые испанцами индейские общины, постепенно распространившись на метисов, креолов и др. лиц низшего социального «полусвободного» крестьянства, занятого физическим трудом на скотоводческих ранчо, горнодобывающих производствах и редких мануфактурах. При этом завезённые из Африки негры, мулаты и самбо располагались на самой нижней ступени социальной иерархии и находились в состоянии истинного рабства, неотъемлемого атрибута плантационного хозяйства. По мере метисации латиноамериканского населения границы между этими формациями размывались.
Так или иначе, с ростом европейского могущества в Латинской Америке, пеонаж превратился в полностью сформированную систему эксплуатации лиц, находящихся в личной кабальной зависимости от хозяина-патрона (или сеньора), владельца ранчо. Причём зачастую членство в подобной группировке — клане во главе с патроном — имело добровольный характер и базировалось на личных и родственных связях. Таким образом, пеонаж — латиноамериканская разновидность крепостного права. До середины XIX в. пеоны в Южной и Центральной Америке находились по сути в состоянии наследственной феодально-крепостнической зависимости от помещиков. В настоящее время сохраняются видоизменённые пережитки этого явления. Попытки борьбы с пеонажем не раз приводили к революциям и земельным реформам.
Карл Маркс в «Капитале» характеризовал пеонаж как скрытую форму рабства, указывая, что «посредством ссуд, которые должны быть отработаны и обязательства, по которым переходят из поколения в поколение, не только отдельный рабочий, но и вся его семья становится фактически собственностью другого лица и его семьи» (Маркс К. и Энгельс Ф., Соч., 2 изд., т. 23, с. 179, прим.).

## В США
В США пеонаж также получил некоторое распространение в XVIII—XIX веках и после Второй мировой войны, когда появилась практика, при которой компании оплачивали дорогостоящую перевозку рабочей силы из Европы в США своим рабочим, а те, в свою очередь, обязывались отработать её, трудясь несколько лет в рабском состоянии по 15—18 часов в день. Ныне федеральным законодательством США обращение лица в пеона или удержание в состоянии пеонажа объявлено преступлением, но широко распространено среди нелегальных рабочих.